# K-19
El K-19 fue el primero de los submarinos nucleares soviéticos clase Proyecto 658 (designación OTAN: submarino clase Hotel), la primera generación de submarinos nucleares armados con misiles balísticos atómicos, específicamente misiles R-13 SLBM. El navío fue construido apresuradamente por los soviéticos en respuesta al desarrollo de Estados Unidos en submarinos nucleares como parte de la carrera armamentista durante la Guerra Fría. Este submarino es más conocido por los graves percances que sufrió: antes de ser botado, 10 trabajadores civiles y un marino murieron en accidentes e incendios durante la construcción. Después de ser puesto en servicio, tuvo múltiples averías y accidentes, muchos de los cuales amenazaron con hundirlo. 
En su primer viaje, el 4 de julio de 1961, sufrió una pérdida completa de refrigerante en el reactor. El sistema de respaldo incluido en el diseño no había sido instalado, así que el capitán ordenó al equipo de ingeniería encontrar una solución para evitar una fusión del núcleo del reactor. Sacrificando sus propias vidas, los ingenieros improvisaron un sistema refrigerante secundario y evitaron que el reactor hiciera fusión. Veintidós miembros de la tripulación murieron por la radiación los dos años posteriores. El submarino experimentó varios accidentes más, incluidos dos incendios y una colisión. La serie de accidentes inspiró a los tripulantes a apodar al submarino como "Hiroshima". En la película K-19: The Widowmaker usaron el apodo Widowmaker, que en español, literalmente, significa enviudador.

## Antecedentes
A finales de los años 1950, en plena guerra fría, los soviéticos sabían que estaban rezagados armamentísticamente con respecto a los estadounidenses por no tener en su flota submarinos nucleares capaces de lanzar misiles balísticos atómicos y así poder aniquilar ciudades enemigas desde una base de lanzamiento móvil y difícil de ser alcanzada por las bases antisubmarinos enemigas. La producción de los submarinos era hecha bajo presión y las pruebas eran apresuradas. Sufrían de mano de obra deficiente y eran propensos a los accidentes. Muchos oficiales navales soviéticos sentían que sus naves no servían para el combate. La tripulación de los primeros submarinos nucleares de la flota soviética recibían alimentos de alta calidad, que incluían pescados ahumados, salchichas, chocolates finos y quesos, a diferencia del suministro estándar que recibían las tripulaciones de otras embarcaciones.

## Construcción

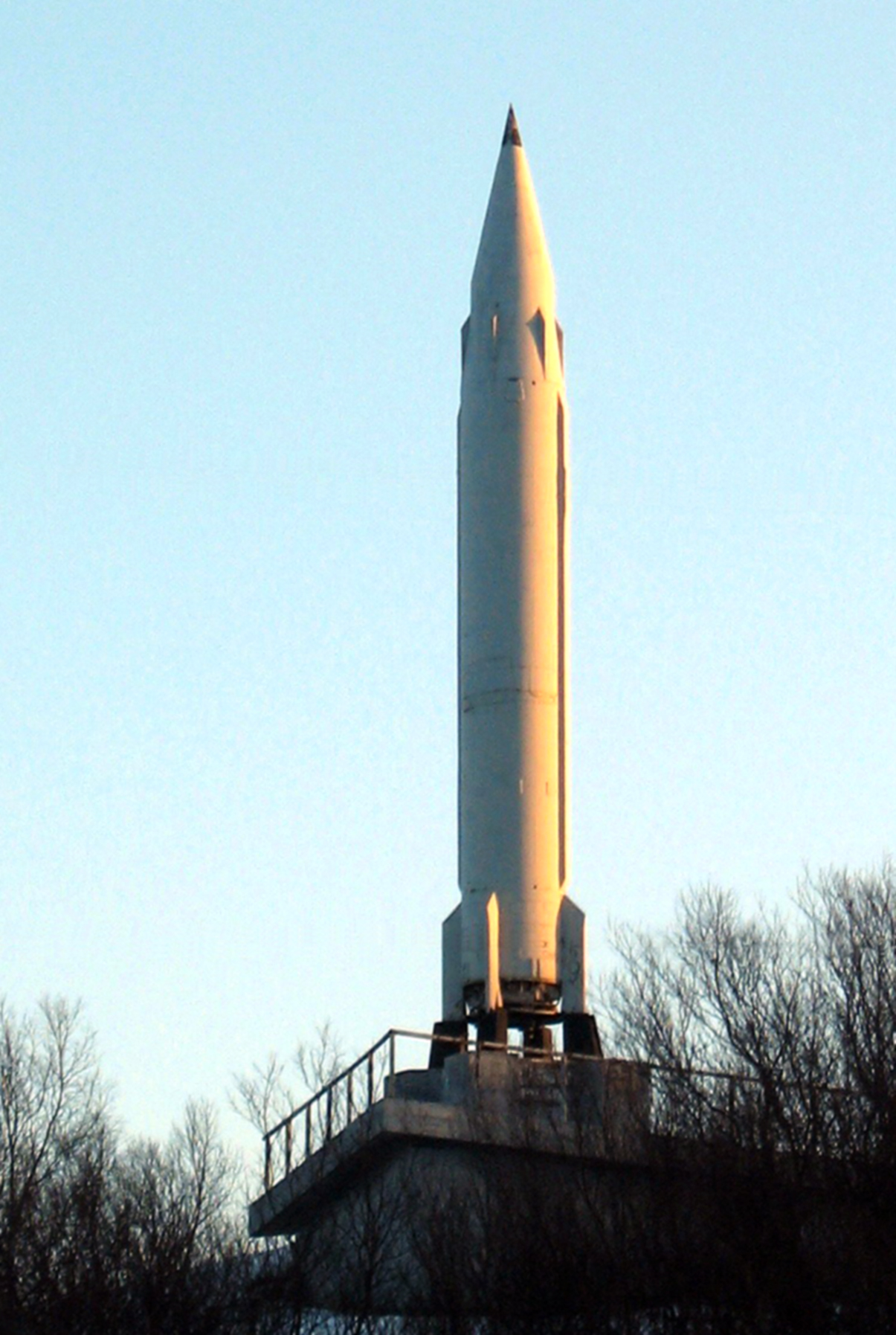
Misil SLBM R-13 hoy en día como monumento en la base naval de Severomorsk.

El proyecto fue confiado al Centro de Diseño Oficina N.º 18 (CDB-18), que bajo la dirección de P. Z. Gołosowskiego comenzó a diseñar la embarcación en septiembre de 1956, y fue completado en el primer trimestre de 1957. Debido a la corta fecha límite para preparar el prototipo, el diseño de la unidad preliminar fue abandonado en los trabajos de construcción. Las embarcaciones del Proyecto 658, con un desplazamiento de superficie de 4080 toneladas y una longitud de 114 metros, debían equiparse con un sistema de misiles D-2 con tres misiles R-13 disparados desde la superficie del mar.
La construcción fue similar a las unidades del Proyecto 629 (designación OTAN: submarino clase Golf). Para mejorar el control de la embarcación a alta velocidad en la inmersión, junto al compartimento del cohete construido para las unidades del Proyecto 629, se agregó un pequeño control de profundidad en la popa, además de un sistema de dirección electrohidráulico más silencioso y eficiente, así como un tanque de lastre a baja presión del sistema de evacuación del navío. En contraste con las embarcaciones del Proyecto 629, la energía fue suministrada por 2 reactores de agua a presión WM-A con una potencia térmica de 70 MW cada uno, lo que aseguró una potencia de salida de las turbinas de 35,000 CV. Estos fueron los reactores de la primera generación soviética, utilizando combustible nuclear basado en uranio enriquecido con hasta un 20 por ciento de contenido de uranio-235.
El prototipo del submarino debía estar equipado con tres lanzadores verticales de misiles R-13 lanzados desde la superficie con un alcance de 600 km (324 millas náuticas) con una cabeza de 1 megatón cada uno, colocados en una aleta justo detrás del puente. Todos los misiles podrían dispararse a los 12 minutos del ascenso del submarino. Sin embargo, debido a razones de diseño, la embarcación no fue capaz de disparar bajo el agua. Además del lanzador de misiles SLBM, el submarino estaba equipado con cuatro tubos lanzatorpedos calibre 533 mm y dos calibre 400 mm en la proa, así como dos cañones de 400 mm en la popa para defensa contra los buques de rastreo ASW.
La Armada Soviética ordenó la construcción del K-19 el 16 de octubre de 1958. La quilla se colocó el 17 de octubre de 1958 en el astillero naval de Severodvinsk. El submarino fue bautizado el 8 de abril de 1959 por un hombre (el capitán de tercera clase, V. V. Panov, de la 5.ª Unidad de Urgencia), cuando tradicionalmente lo hace una mujer. Extrañamente, la botella de champán utilizada para el bautizo rebotó en el casco del K-19 y no se rompió, circunstancias que algunos miembros de la tripulación interpretaron como un aviso de mal augurio. La construcción fue terminada el 12 de noviembre de 1960 y fue puesto en servicio activo el 30 de abril de 1961. 

## Servicio operativo
Una vez terminado, el K-19 fue enviado junto con la segunda unidad a la base de Zapadnaya Litsa, donde el 30 de abril de 1961 entró en servicio con la Flota del Norte, y junto con las unidades del Proyecto 627A (designación OTAN: clase November) formó una brigada independiente. Desde enero de 1961, esta brigada fue la base de la 1.ª Flotilla, que constaba de 2 escuadrones: el primero conformado por 3 unidades del Proyecto 627A, y el segundo por 31 unidades del Proyecto 658.
El 30 de diciembre de 1963 se completó la modernización del submarino al estándar del proyecto 658M (designación OTAN: clase Hotel II) mediante el reemplazo del sistema de misiles D-2 con el sistema de misiles D-4, con misiles balísticos R-21 con un alcance mayor de 1,400 kilómetros. La instalación del nuevo sistema requirió cambios estructurales significativos en el submarino como resultado de la adaptación del sistema D-4 para lanzar misiles R-21, que podían ser disparados desde debajo de la superficie del agua. El R-21 era un misil de "inicio húmedo", lo que significa que antes del lanzamiento, el lanzamisiles tenía que ser inundado para compensar la flotabilidad excesiva resultante de que el misil saliera del lanzador, de lo contrario podría perder el control de la profundidad de inmersión. Sin embargo, dicho sistema de arranque requería la instalación un tanque de lastre adicional en las unidades 658M, incluido el K-19. Una vez completada la renovación y modernización, el K-19 fue transferido en marzo de 1964 junto con todo el 31.º Escuadrón a la base Jagielnaja, en Gadżijewo, para unirse con el 12.º Escuadrón, que más tarde pasó a llamarse 3.ª Flotilla de Submarinos Nucleares de la Flota del Norte.

## Accidentes
El K-19 fue uno de los submarinos más desafortunados de la historia. Según lo descrito por Sergey Kovalev, principal constructor del CDB-18, esta y otras embarcaciones del Proyecto 658 "fueron una verdadera catástrofe: generadores de vapor y condensadores con fugas; la utilidad de estas embarcaciones era cuestionable". Esto fue resultado del programa de construcción excesivamente veloz, pero sobre todo al bajo nivel de los empleados del astillero de construcción en Severodvinsk y otras fábricas de la Unión Soviética que producían los componentes de los submarinos, así como a la falta de control de calidad. La razón de accidentes posteriores se debieron a errores de la tripulación.
Durante la construcción del submarino, varios trabajadores murieron: dos cuando se produjo un incendio, y seis mujeres por inhalación de gases cuando colocaban el revestimiento de goma en una cisterna. Un electricista fue aplastado por la cubierta de un tubo de misil mientras eran cargados, y un ingeniero cayó entre dos compartimientos, muriendo también.

### Accidente nuclear
El primer accidente nuclear del K-19 tuvo lugar en febrero de 1961, cuando debido a la pérdida de presión de agua en el ciclo del reactor primario, el submarino no logró salir del puerto.
El 4 de julio de 1961, bajo el mando del capitán de primera clase, Nikolai Zateyev, el K-19 estaba integrado en un juego de guerra donde llevaba el rol de atacante estadounidense. Los ejercicios se desarrollaban en el océano Atlántico norte cerca del sur de Groenlandia, cuando a una profundidad de 200 metros se presentó una fuga importante en el sistema de refrigeración primaria del reactor izquierdo, haciendo que la presión del refrigerante se fuera a cero, lo que provocó el fallo de las bombas de refrigerante del reactor de popa. Un accidente paralelo había desactivado su sistema de radio de largo alcance, imposibilitando las comunicaciones con la base en Moscú y con los otros submarinos cercanos. La temperatura del reactor aumentó de manera incontrolable, llegando levemente por debajo del punto de fusión de las barras de combustible. Para evitar la fusión del núcleo del reactor, cuyo combustible alcanzó una temperatura de 800 °C en pocas horas, los marinos construyeron y activaron un sistema de enfriamiento provisional utilizando el agua potable almacenada, trabajando en un espacio cerrado del reactor, normalmente inaccesible, durante turnos de 5 a 10 minutos.
El K-19 se reunió en altamar con el submarino soviético diésel-eléctrico S-270 para evacuar a la tripulación, después de lo cual fue remolcado a la base de Polyarny. Como resultado de la falla, el vapor contaminado generado por la fuga contaminó todo el submarino en diversos grados. Después de regresar a la Unión Soviética, el K-19 fue descontaminado y la sección del reactor fue reemplazada en el astillero de Severodvinsk. La otra sección dañada del reactor fue arrojada al mar de Kara. El comando soviético decidió aprovechar la oportunidad para verificar el impacto de la radiación y la contaminación radiactiva en los elementos de los misiles balísticos y su combustible para cohetes. Los tres misiles R-13 montados en los lanzadores del K-19, presentes después de dos meses de ventilación del barco, fueron extraídos e instalados en un submarino diésel-eléctrico que los disparó con éxito.

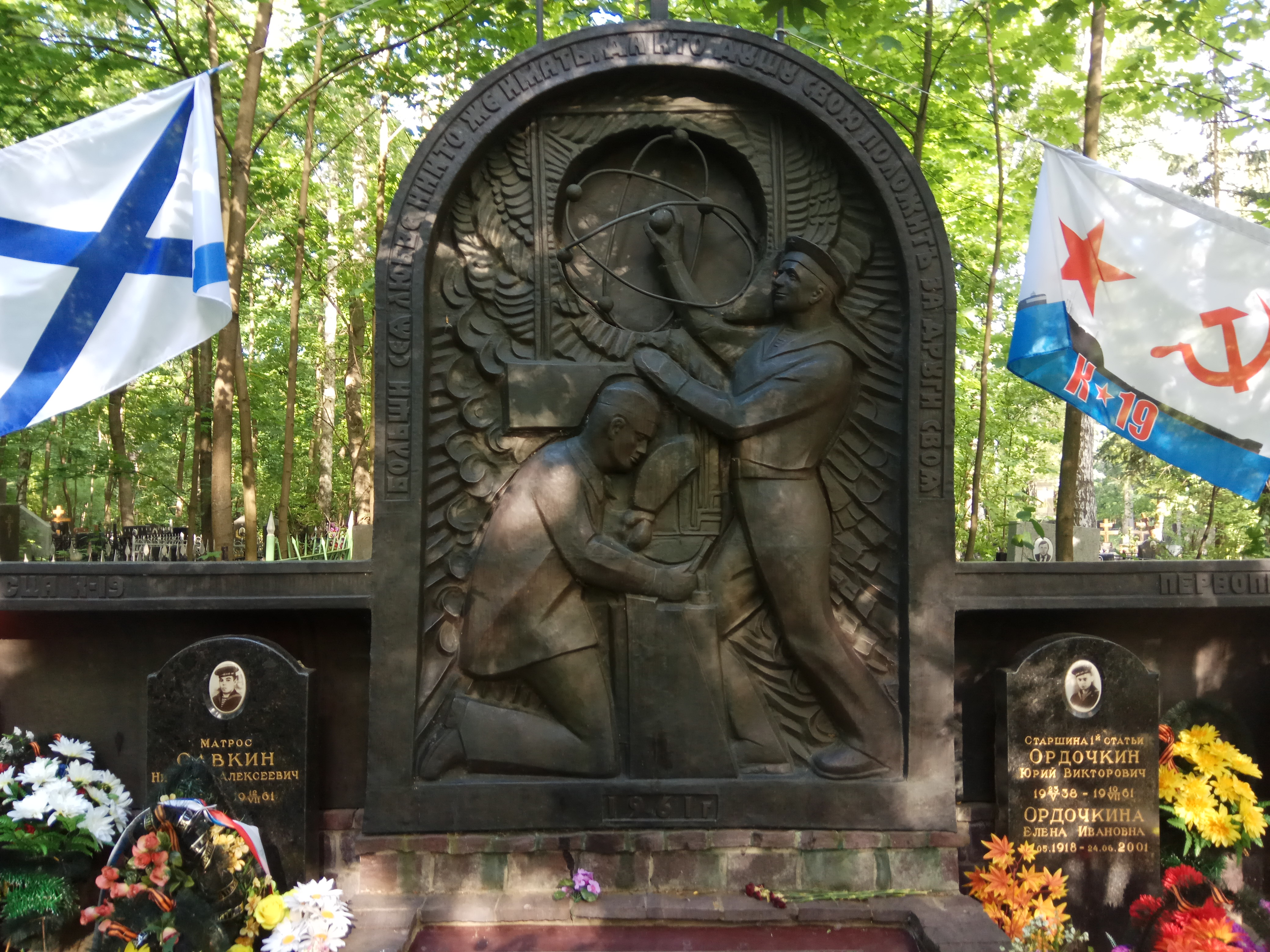
Monumento a los miembros de la tripulación muertos del submarino nuclear K-19, en el cementerio de Kuzminskoye, Moscú.

Como resultado de la radiación y las consecuencias del síndrome de irradiación aguda, de los 139 miembros de la tripulación presentes a bordo, 8 marinos que participaron directamente en las operaciones de rescate del núcleo del reactor murieron una semana después del accidente y 14 más en los años siguientes.  El reemplazo de toda la sección en el compartimento del reactor no mejoró la reputación de la nave, que después de dos accidentes nucleares y la muerte de más de veinte personas ganó en la flota soviética el apodo de "Hiroshima".
Según la explicación oficial, las causas de la falla fueron deficiencias en el trabajo de soldadura durante la construcción del submarino. Se encontró que durante la instalación de la tubería del sistema de enfriamiento principal, la soldadura no cubría la superficie de asbesto de las tuberías expuestas (necesaria para proteger los conductores contra la exposición accidental a chispas de soldadura), debido a la inaccesibilidad del lugar de trabajo. La caída de electrodo de soldadura sobre la superficie desprotegida causó una fractura invisible. Fue sometido a una presión larga e intensa (más de 200 atm), comprometiendo la integridad del conducto y finalmente causando su perforación.

### Colisión

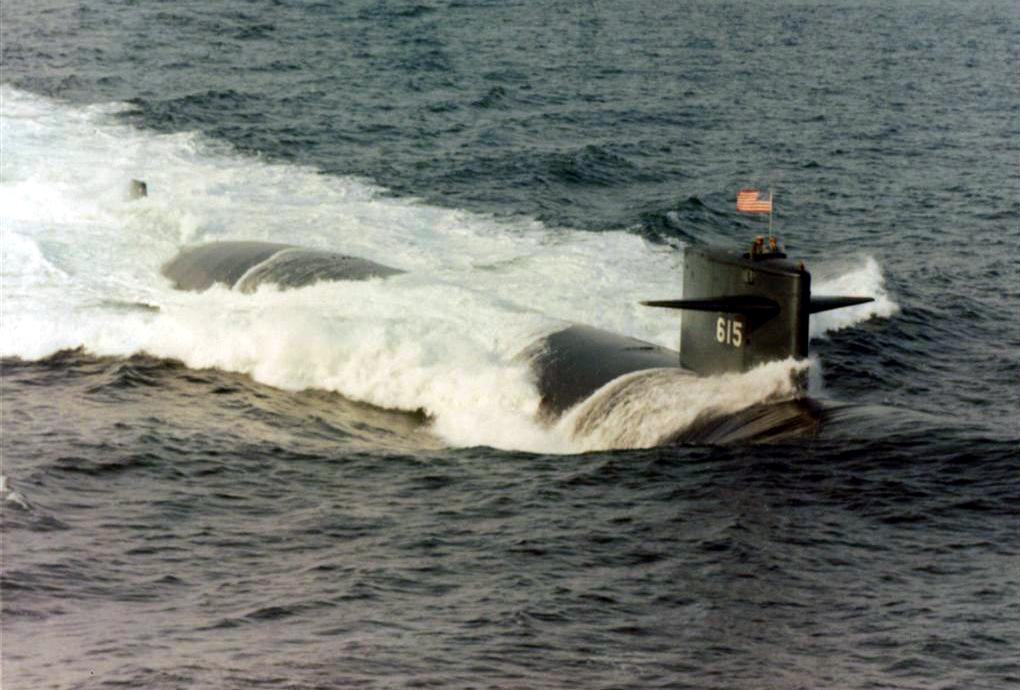
Submarino USS Gato, clase Thresher.

Los submarinos soviéticos comenzaron a ser rastreados por unidades de la OTAN tan pronto como se encaminaron de ser una flota costera a convertirse en una flota oceánica. Aunque ya antes de la Segunda Guerra Mundial, en agosto de 1939, la Unión Soviética tenía una flota submarina que superaba en total a las flotas de submarinos de Estados Unidos y del Tercer Reich, y a pesar de disponer de embarcaciones capaces de realizar operaciones oceánicas, la flota soviética operaba principalmente en sus costas. Al finalizar la guerra, la situación cambió debido al intenso programa de desarrollo de la marina de la URSS de Iósif Stalin, impulsado por el almirante Serguéi Gorshkov, quien en 1956 asumió el mando militar más alto de la flota soviética y la cambió rápidamente de ser una flota costera a ser una flota oceánica en el sentido completo de la palabra. Esto significó que para los submarinos occidentales, el seguimiento de las unidades soviéticas de esta clase se convirtió en la tarea más importante. La introducción de submarinos que transportaban misiles balísticos en la década de 1950 hizo que este desafío fuera aún más importante. La única defensa real contra el ataque nuclear de su parte, era el hundimiento de los submarinos soviéticos antes de que pudieran lanzar sus misiles. Para este fin, las flotas de los países occidentales asumieron que cada submarino soviético debía ser rastreado desde el momento en que abandonara su base. Ese fue el caso del submarino estadounidense USS Gato, que en noviembre de 1969, mientras participaba en la operación Holy Stone, (que consistía en monitorear la actividad de los submarinos soviéticos), detectó y siguió al K-19.
Mientras el K-19 regresaba a servicio operativo después de unas supuestas reparaciones en octubre de 1969, durante su primer patrullaje después de dejar el astillero de Severodvinsk el 15 de noviembre de 1969, colisionó en el mar de Barents con el USS Gato. El comandante del K-19 dio la orden de emerger de inmediato, y pidió ayuda por radio, mientras que el USS Gato abandonó el área del incidente tan rápido como le fue posible, todavía sumergido. Sobre la base de los informes del capitán del K-19, el comando soviético reconoció que el submarino tipo Thresher pudo haberse hundido como resultado de la colisión, y durante algún tiempo la flota soviética buscó el naufragio de "Gato" en el fondo del mar de Barents. Sin embargo, el comando de la Flota del Norte llegó a la conclusión correcta de que el submarino estadounidense había sobrevivido y se había retirado de la zona de peligro.
El USS Gato resultó con la pintura rayada y varias placas de revestimiento rotas. Del lado soviético el daño fue más grave: la cúpula del sonar fue aplastada debajo de la proa, y las cubiertas exteriores de los cuatro tubos de torpedo se abollaron, lo que provocó un bloqueo en los lanzadores.

### Incendio

Vista lateral del submarino clase proyecto 658.

El 24 de febrero de 1972 se produjo un incendio grave a bordo del submarino cuando regresaba de un patrullaje mientras navegaba a una profundidad de 120 metros, a 1300 km al noreste de la isla de Terranova. A pesar de que el incendio afectó las secciones 5, 8 y 9, el submarino logró salir a superficie. Los esfuerzos para el rescate, que fueron dificultados por una fuerte tormenta, tardaron 40 días y participaron más de 30 embarcaciones. El accidente cobró la vida de 28 tripulantes (32 según algunas fuentes). Tomó 23 días remolcar la unidad a través del Atlántico hasta la península de Kola. Este extraño incendio, aparentemente provocado por el material radiactivo, logró ser contenido por la tripulación cerrando herméticamente las compuertas del compartimento, y no provocó emisiones radioactivas.
Después de investigar las causas del incendio, el gobierno de la URSS decidió usar el K-19 para probar la eficiencia de la industria soviética verificando la capacidad del astillero para reparar la unidad en poco tiempo.

## Final del submarino
La serie de problemas técnicos y desafortunados accidentes en el submarino, que causaron la muerte de más de 50 personas como resultado de todos los incidentes, no impidieron que el K-19 realizara su servicio. Esta nave siguió siendo la primera y una de las más largas en servicio en la marina soviética de su tipo. Entre el 22 de noviembre de 1975 y el 30 de noviembre de 1979, el submarino fue renovado y modernizado en el parque de reparaciones SRZ-10 en Poliyarny, durante el cual se modificó la clase a Proyecto 658S para llevar a cabo operaciones como una estación de relevo de comunicaciones. En relación con el cambio de su función, el 26 de julio de 1979 se reclasificó y el nombre alfanumérico cambió de K-19 a KS-19. El 19 de abril de 1990, fue retirado oficialmente del servicio, y finalmente fue desguazado en el Astillero de la Armada de Nerpa n.º 85.

## En la cultura popular
Al inicio de la década del 2000 se realizó una película que narra estos hechos llamada: K-19: The Widowmaker. Fue una coproducción de Estados Unidos, Reino Unido, Canadá y Alemania estrenada en 2002, dirigida por Kathryn Bigelow. Está protagonizada por Harrison Ford y Liam Neeson en los papeles principales, junto a un extenso y diverso reparto. El apodo "The Widowmaker" o Hacedor de viudas solo fue usado en la película. En la realidad no tenía apodo alguno hasta que a partir de su accidente de julio de 1961 tuvo el de "Hiroshima".